# Судети
Суде́ти (чес. Sudety) або Підпровінція Крконоше-Єсеня (чес. Krkonošsko-jesenická subprovincie) — гірська система в північній Чехії та Південно-Західній Польщі.  Гірський масив розташовано  в північно-східній Богемії,  північній Моравії  та Сілезії Чехії, також південно-східній Саксонії Німеччини, Опольському та Нижньосілезькому воєводствах Польщі.
Судети є однією з шести підпровінцій Чеського масиву.
Найвища вершина — гора Снєжка (1603м), що знаходиться у гірському масиві Крконоше.

## Етимологія
Судети — кельтська назва території Рудних гір. Назва Судети походить від однієї з кельтських мов і означає "Ліс кабанів". Слово «Sudéta» має корінь «sud», що означає дикий кабан, і суфікс «-éta», що означає ліс. Таким чином, початкове значення могло бути лісом диких кабанів або лісом диких свиней.
Судети вперше були позначені на картах Центральної Європи Клавдієм Птолемеям в 150 (або 130) році нашої ери. Історики стверджують, що  кельтські поселення існували в районі Судет  у II - I століттях до нашої ери, то можна припустити, що назва Судети збереглася серед жителів цих територій аж до часів Птолемея, а він використовував її для своєї праці.
Хоча з латинської мови sudis може бути перекладено як «шипи», що може використовуватися для гірський місцевості.
Німці незмінно називають цю місцевість Судетами. У 1613 р. у праці  Сілезіографія  регіоналіст та історик Миколай Генель   використовував цю назву при описі географії Сілезії.
Чехи називали цей регіон з 1945 року Підпровінція Крконоше-Єсеня. Після 1989 року використовуються обидві термінології - «Крконоше-Єсені» і «Судети».

## Загальна характеристика
Судети розташовані у північно-східній частині Чехії та південному заході Польщі. По Судетам проходить кордон між цими державами. Напрямок хребтів розташовано з північного заходу на південний схід. На заході Судети  відокремлені долиною Ельби  від  Рудих гір. На сході Судети  долиною Одри відокремлюються від Карпатських гір.
Головна особливість Судет – плавні обриси схилів і наявність глибоких міжгірських улоговин. Геологи Судети поділяють на Західні Судети і Східні Судети. Кордон між ними проходить на території Чехії, на схід від землі Клодзко.  Судети складені з тектонічних одиниць віком, від докембрію до кайнозою, що розділені розломами.  Більша частина Судет побудована з метаморфічних порід, однак існують куполи з магматичних порід, а також прогони, що заповнені осадовими породами.
Довжина всього гірського масиву становить 310 км, а ширина — від 30 до 50 км
Ці гори складаються з низки розділених поперечними та поздовжніми долинами горстів:  Лужицькі та Єзерські гори, Крконоше, Орліцькі гори, Високий і Низький Єсеніки[en]. Вершини Крконош та Високого Єсеніка, які складені переважно кристалічними породами,  досягають висот 1400–1600 м.  Лужицькі гори та Низький Єсенік[cs], складені переважно осадовими породами карбону, мають середню висоту 700–900 м.

## Районування Підпровінції Крконоше-Єсеня

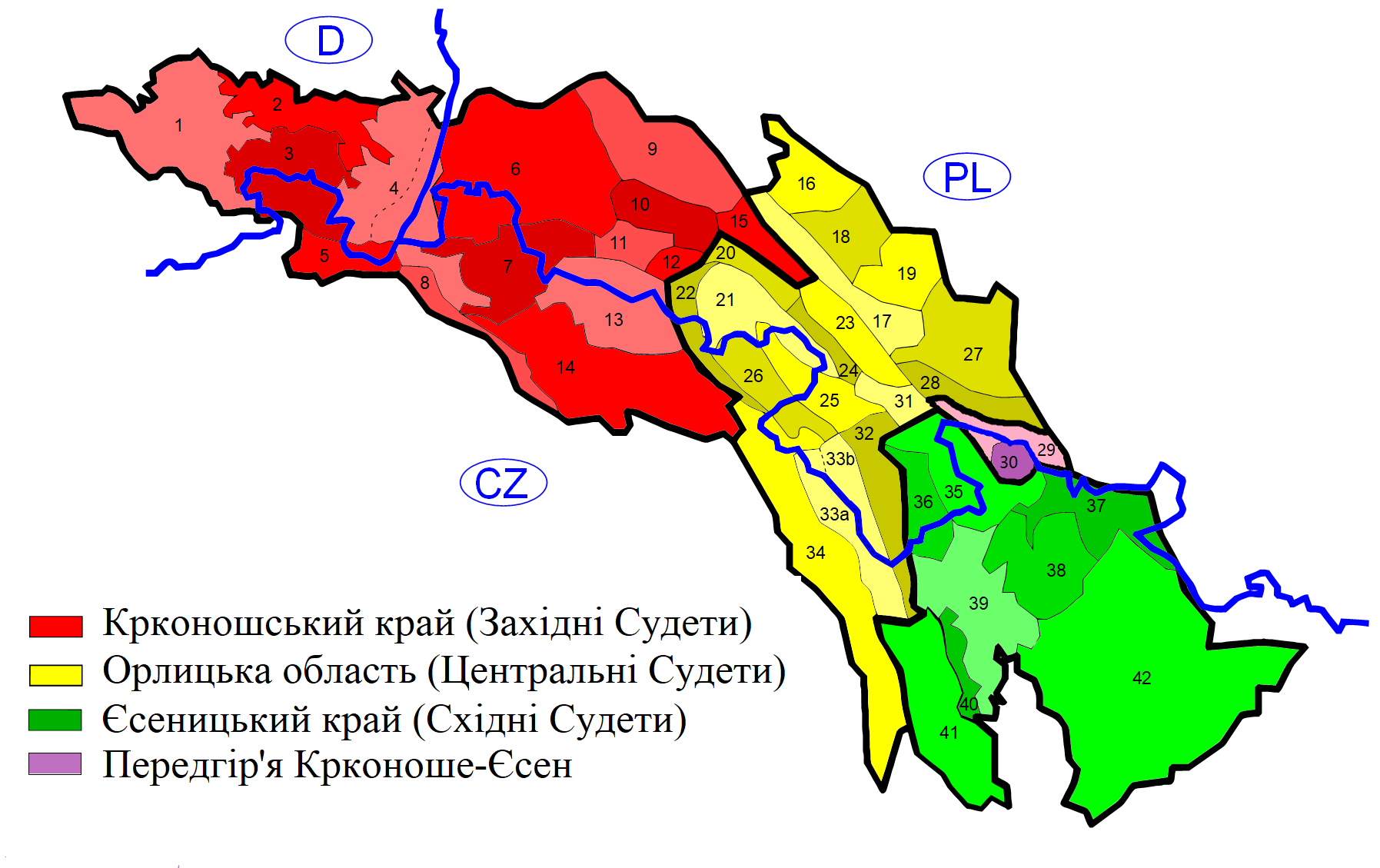
Районування Судетів

Судети поділяється на такі області та одиниці:
- Крконошський край[cs] ( Західні Судети) (номер вказує на розташування на карті "Районування Судетів")

1 – Західнолужицькі пагорби та гори[en]   2 – Верхньолужицький край[en]      3 – Лужицьке нагір'я[en]      4 – Шлукновська височина[cs]    5 – Лужицькі гори     6 – Житавська улоговина[cs]     7 – Великі гори (Їзерські)[cs]   8 – Хребет Єштед–Козак [cs]      9 – Качавське передгір’я [cs]      10 – Качавські гори[cs]      11 – долина Єленя-Гура     12 – Яновицькі рудогоржі[cs]      13 – Крконоші     14 – Передгір’я Крконошів     15 – Вальденбурзькі гори[cs]
- Орлицька область[cs] ( Центральні Судети)

32  –   Бистрицькі гори; 33  – Орлицькі гори;[cs]  34  –   Подорлицька височина;[cs]      25 –  Броумовська височина; [en]     27 –   Долина Клодзко;[cs]   25  –   Бардзкі гори; [en]    24 –   Столові гори;  23 –  Совині гори;  22 –  Гори Круче; [en]    21  –  Кам'яні гори; [cs]     20  – Вальденбурзькі гори;[en]
- Єсеницький край[cs] (Східні Судети)

42  –  Низький Єсенік;[cs] 41 – Забрежське нагір'я ;[cs]   40  – Борозна Мохельника;[cs] 39 – Ганушовицьке нагір'я;[cs]   38  – Грубий Єсенік;[cs] 36 –  Більські гори;[cs]    37  –  Золоте нагір'я;[cs] 35 –   Ріхлебські гори;[cs]
- Передгір'я Крконоше-Єсен [cs]

29 - Виднавська рівнина; 30 - Жуловська височина[pl]

## Найвищі вершини Судетів

Гора Снежка - найвища вершина Судет, а також Чехії, Нижньосілезького воєводства Польщі та всієї Сілезії.

Вершини, що мають висоту більше 1400 м над рівнем моря, розташовані на  гірських хребтах Судет:  Карконоше, Високий Єсенік та масив Снєжник.
| Назва          | Висота | Гірський хребет |
| Снєжка         | 1603 м | Карконош        |
| Лучна гора     | 1555 м | Карконош        |
| Студнична гора | 1554 м | Карконош        |
| Великий Шишак  | 1509 м | Карконош        |
| Прадід         | 1491 м | Високий Єсенік  |
| Смогорня       | 1491 м | Карконош        |
| Пік Лабскі     | 1471 м | Карконош        |
| Високий отвір  | 1465 м | Високий Єсенік  |
| Петрові камені | 1446 м | Високий Єсенік  |
| Малий Шишак    | 1439 м | Карконош        |
| Котел          | 1435 м | Карконош        |
| Снєжник        | 1425 м | масив Снєжник   |

## Гороутворення

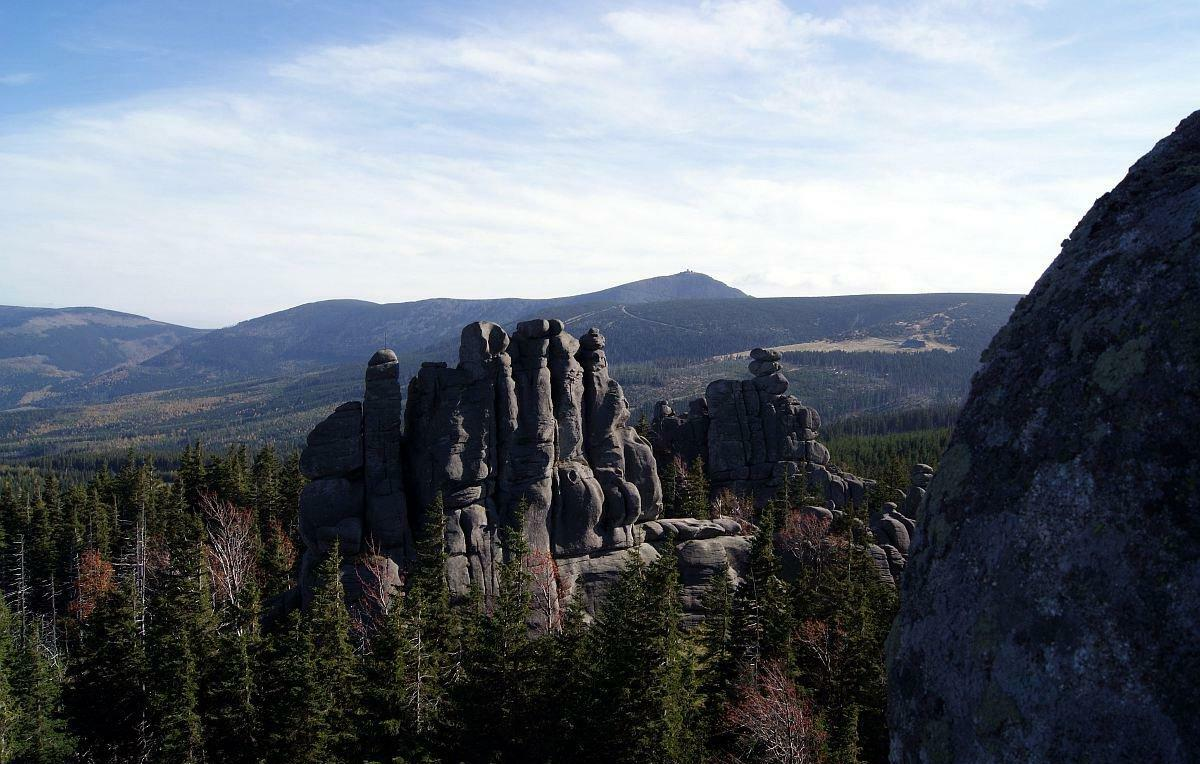
Гранітні останці "Пілігрими" в Крконошах

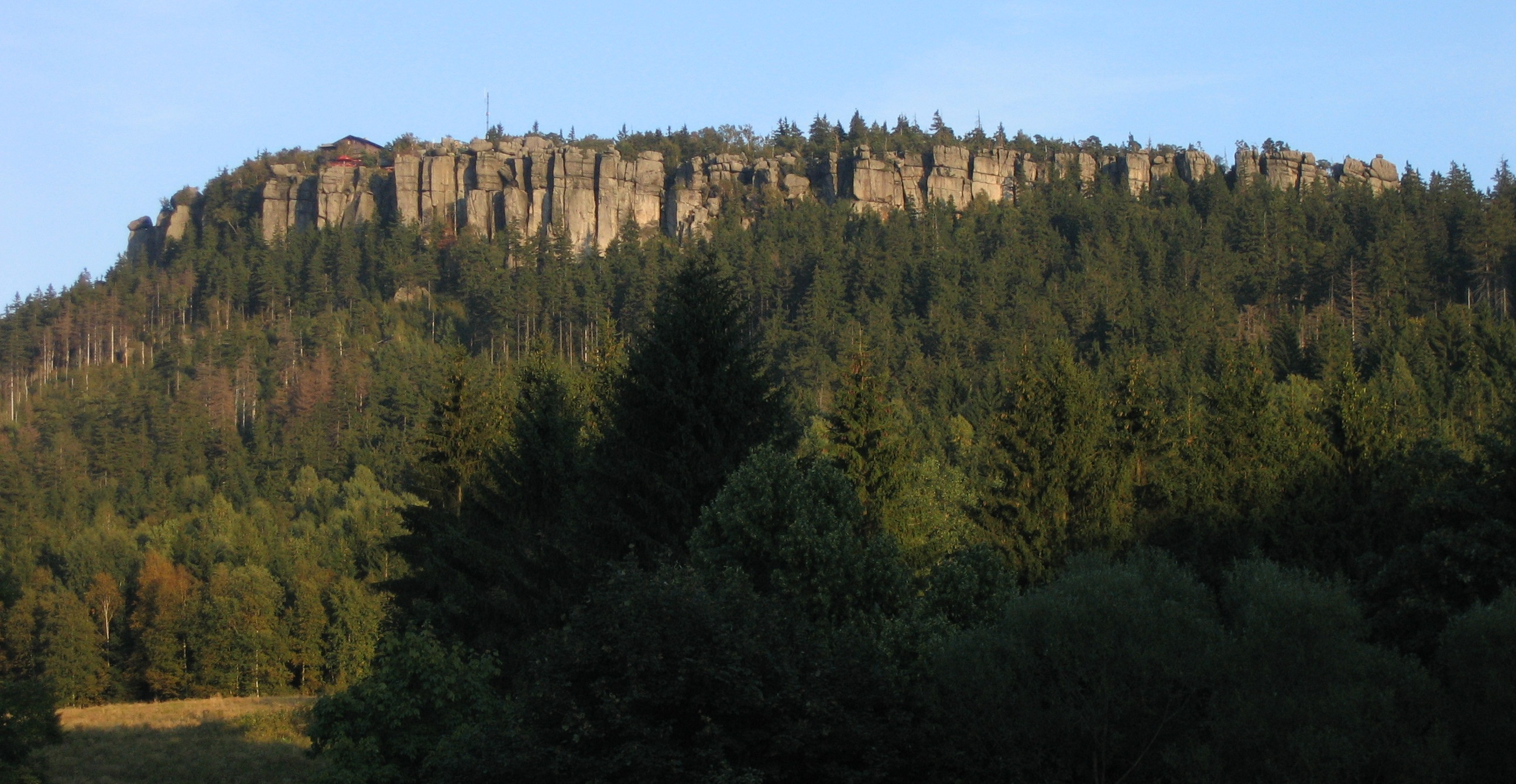
Щелінєць Великий — найвища вершина в Столових Горах

Судети були підняті під час герцинського гороутворення. Саме тоді відбувалось формування метаморфічних гірських порід з раніше утворених осадових і вулканічних порід. Також зони інтрузівного магматизму, що були складені магматичними породами, головним чином гранітами, були підняти до поверхні. Потім, після зупинення гороутворення, протягом приблизно 200 мільйонів років, Судети руйнувались зовнішніми факторами. В результаті їх діяльності Судети були майже повністю зрівняні та покриті досить товстим шаром відкладень, переважно пісковиків. Сучасне Альпійське гороутворення розбило територію Судетів на кілька частин, кожна з яких була піднята на різну висоту. Так утворилися Горстові гори, Судецьке передгір'я та Сілезька низовина. У третинному періоді, 5,5-3,8 мільйонами років тому, відбулися численні виверження вулканів в районі Судет. Наймолодші вулканічні породи, віком 3,7–0,8 млн років,  знаходяться в Нижньому Єсеніку.
Плейстоценове зледеніння було сильно поширене в Судетах, особливо в Крконоше. Материковий льодовик врізався в північні схили гір. А через низькі середньорічні температури повітря на самому гірському масиві Судет були сформовані гірські льодовики.

## Клімат
Підпровінція Крконоше-Єсеня розміщена у помірному кліматичному поясі з переважаючими північно-західними й північними вітрами. Клімат Судет формується здебільшого морськими повітряними масами. Переважаючий західний вітровий потік характерний для всього гірського масиву. Через різницю у температурі долин та вершин гірських хребтів на території Судет характерні сильні та часті вітри. Наприклад, на вершині Прадед безвітря фіксується в середньому лише 5,5 днів на рік. Північні схили гір мають більше впливу від холодних повітряних мас, тому вони мають більш низькі показники. По всіх горах з висотою змінюється температура та вологість: на висотах вище 700–800 м над рівнем моря більш прохолодно та волого, а в передгір'ях  клімат тепліше і лише злегка вологий. Територія гір висотою вище 1100-1200 м мають річну кількість опадів близько 1200-1500 мм. Річна кількість опадів на Крконоше та Високому Єсеніку може досягати 1500 мм. Найвологіший район знаходиться навколо Білого Потоку в Їзерських горах. За рік тут випадає більш як 1700 мм води. Столові гори, які досягають 919 м, мають кількість опадів від 750 мм у нижніх місцях до 920 мм у верхніх частинах. Найбільша кількість опадів випадає у липні. Високі гори характеризується дуже коротким прохолодним і вологим літом, тривалими перехідними періодами та дуже тривалою зимою, холодною та сніжною. Сніговий покрив зазвичай тримається від 70 до 120 днів залежно від висоти. Випадає в середньому від 1 до 3 м снігу. Інколи сніг досягає товщини до 260 см (с. Лабська буда в Крконоше, 12.03.2006 р.).
На найвищій вершині Сніжка середня температура становить −0,4 °C, влітку середня температура найтеплішого місяці 9,8, а найхолоднішого -6,2. Середня кількість опадів за рік 1100 мм. На Снєжка сніговий покрив тримається до 186 днів.

## Поверхневі води

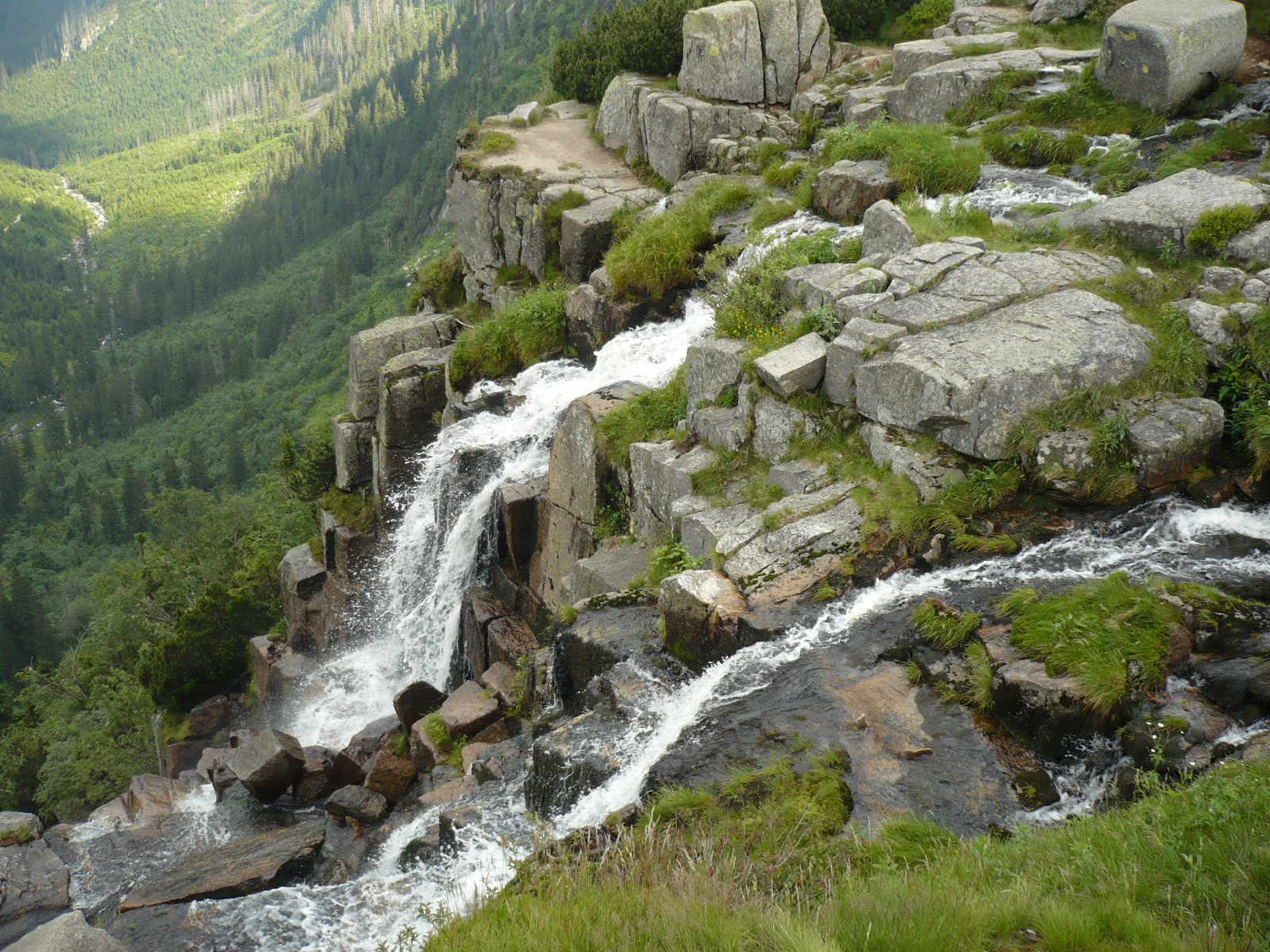
Панчавський водоспад

По горах Підпровінції Крконоше-Єсеня проходить вододіл між річковими басейнами Одера, Ельби та Дунаю, а також між трьома морями Атлантичного океану: через Одер - Балтійського моря, через Ельбу — Північного моря, а через Дунай  — Чорного моря. На Снєжницькому масиві — на Краліцькому Снєжнику є злиття трьох водозборів. Ліва притока Дунаю Морава починається з гірського масиву Краліцкий Снєжнік у Східних Судетах. Витік Одера розташовано на гірському масиві Нізький Єсенік у Східних Судетах.  Ельба бере початок у Крконоше в Західних Судетах. Також великі річки Шпрее, Бобр, Ниса-Лужицька, Ниса-Клодзька, Їзера та Квіса беруть початок в горах Підпровінції Крконоше-Єсеня. В залежності від розташування річки Судет мають змінну швидкість течії. Долини річок у пониженнях між горами широкі, з рівним дном, а у верхній течії вузькі, з крутими схилами берегів. Загалом для судетських гірських хребтів характерні глибокі річкові долини, врізані місцями на глибину до 300 м. Здебільшого річки мають снігове та дощове живлення. У верхній течії гірських річок через снігове живлення максимум водності припадає на червень-липень, коли тануть сніги. Найменший річковий стік спостерігають у кінці зими.
В Судетах утворилось багато водоспадів. Найбільші розташовані у горах Крконоше: найвищій водоспад Судет та Чехії Панчавський має висоту  падіння води 148 метрів та  Пудлавський водоспад, що має висоту 122 м, Ельбський (Лабский) водоспад висотою 35 м; каскадний водоспад Каменчик  висотою 27 м, що розташовано на притоці річки Бобр; водоспад Шкларкі, що має висоту 13,3 м.
Район Грубе Єсенік має Нижній Упський водоспад висотою 45 м та водоспади Опави, що створюють каскади довжиною 40 м з перепадом висот 16,4 метрів. 
Торфовища поширені в горах на високих плато або по заплавам долин. На схилах гір трапляються болота.
Природних резервуарів стоячої води дуже мало і зустрічаються лише в горах Карконоше. Це льодовикові озера - переважно карові та моренні. Штучних водосховищ небагато.  На  Ниса-Лужицькій, Моравіці, Квісі, Бобрі, Бистриці. В основному це водосховища та резервуари, що використовуються для виробництва електроенергії. Кілька водосховищ було побудовано для цілей захисту від повеней.

## Ґрунти
У Судетах переважають бурі гірські та підзолисті ґрунти. У Судетах переважно буроземні ґрунти розвинені на вапнякових породах. В заплавах  річок розвинуті алювіальні ґрунти. Лесові і лесоподібні (лессопохідні) утворення також зустрічаються на значній площі в долинах Судетських гір. Під мішаними лісами сформувалися підзолисті та дерново-підзолисті ґрунти.

## Висотна поясність
На території Підпровінції Крконоше-Єсеня природні зони мають висотну зональність. У передгір’ях ростуть широколистяні (дубово-грабові) ліси, з висотою вони змінюються на грабово-дубово-букові. До висоти 600 м  головними представниками дерев є бук європейський, платан, ясен і дрібнолиста липа. Мішані ліси (буково-ялицеві) піднімаються до висоти 1200 м. Тут росте  ялина звичайна, срібна ялиця на бурих лісових оподзолених грунтах. Площі ялини та сосни можуть бути монокультурними. Щоб забезпечити більше місця для насаджень ялини, у 19-му та 20-му століттях було осушено різні торфовища.
Для субальпійського поясу гір характерні криволісся й гірські луки, торф’яники, які поширені за верхньою межею лісу (вище 1450 м над рівнем моря) на найвищих вершинах Крконош, Високого Єсеніка і Краліцького Снєжніка. Тут зустрічаються береза пухнаста, горобина, сосна гірська карликова та високогірні трави. У найвищій альпійській зоні переважають трав’янисті види (наприклад, часник ведмежий, мітлиця скельна), скельні і наземні лишайники (наприклад, мох, кладонія і медунка).

## Рослинний та тваринний світ

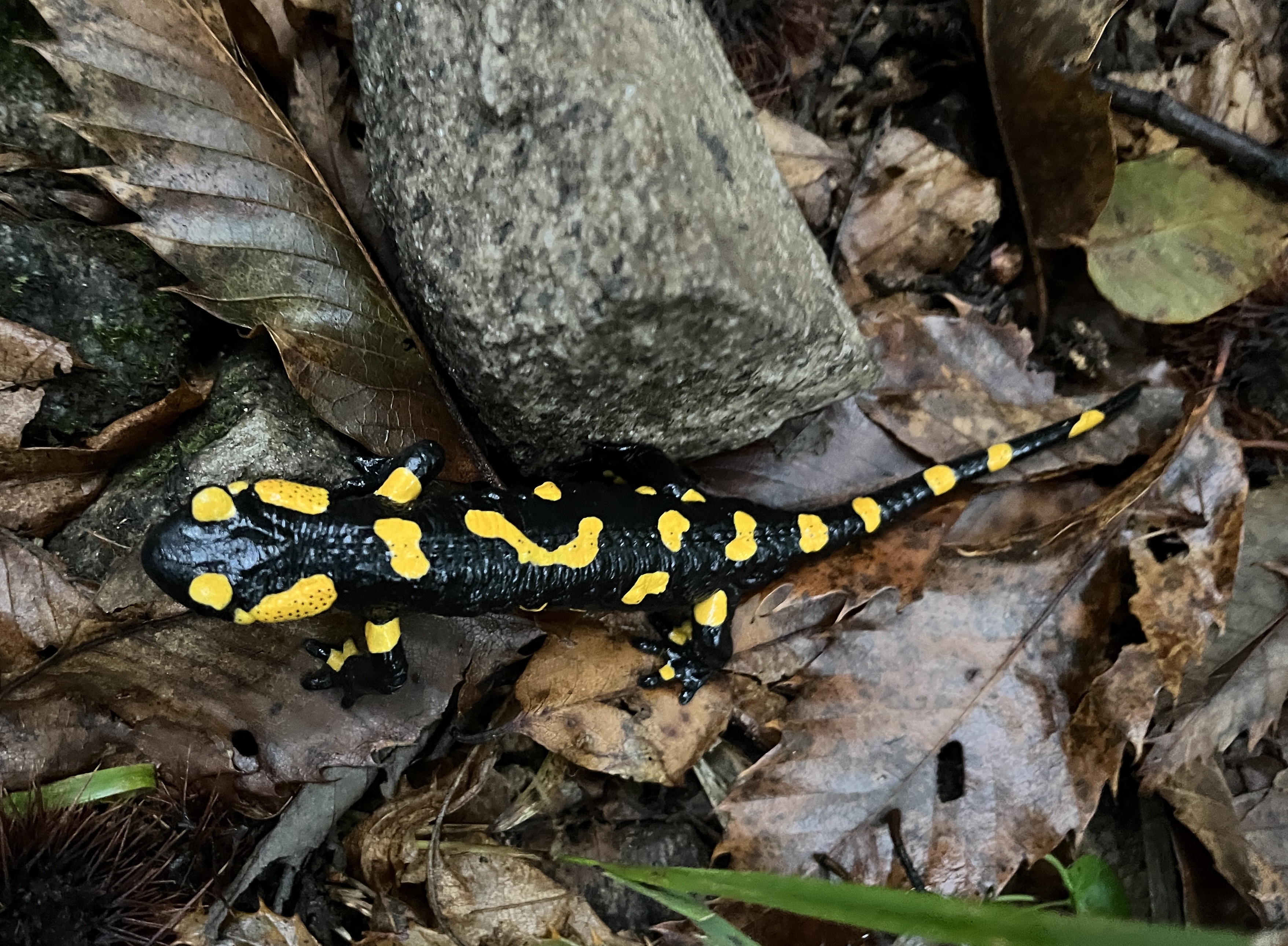
Саламандра плямиста

Відповідно до біогеографічного поділу Чехії більша частина території Судет належить до ореофітної гірської фітогеографічної області де переважно поширені холодолюбиві види рослин. Ця область включає гірський (750-1100 м над рівнем моря), надгірний (1000-1370 м над рівнем моря) і субальпійський (1200-1600 м над рівнем моря) райони. Невеликі частини Судет   входять до мезофітній області, що є перехідною між теплолюбною та холодолюбною флорою. Висотні рівні в цьому районі включають горбистий (висота 200-550 м над рівнем моря) і передгірний (450–800 м над рівнем моря) рівні. Ореофітні (холодолюбні) рослини ростуть на територіях вище 600 м у масивах смерекових лісів і на субальпійських луках на найвищих частинах гір.
На сьогодні тваринний світ Підпровінції Крконоше-Єсеня зазнав серйозних перетворень через діяльність людини. Наразі тут мешкають з ссавців: олені, куниці, кажани, кабани, руда лисиця, білка звичайна, борсук європейський,  землерийки, видра європейська,  тхір звичайний, різні види мишей, соня,  європейський кріт та інші. Інтродуковані види  середземноморський муфлон та  сірий вовк. З земноводних тут можна зустріти саламандру плямисту, тритона альпійського, жабу звичайну та водяну. Також зустрічаються  гадюка, вуж, ящірки. З птахів постійно живуть фазани, тетеруки, орябки, куріпки, пугачи, яструб та інші птахи європейських лісів.

## Природоохоронні території
Територія Підпровінції Крконоше-Єсеня має різноманітні об'єкти охорони природи: національні парки, ландшафтні парки, заповідники   та території Natura 2000.
Два національні парки розташовані на кордоні Чехії та Польщі. Національний парк Карконоше (Національний парк Крконоше у Чехії)  належить до мережі біосферних заповідників ЮНЕСКО. Національний парк Столові гори (Національний парк Завори на території Польщі) розташований у Центральних Судетах.
- Список ландшафтних парків Судет:
  - Сленжанський ландшафтний парк
  - Ландшафтний парк Снєжнік
  - Рудавський ландшафтний парк
  - Ландшафтний парк Опавські гори
  - Хелминський ландшафтний парк
  - Ландшафтний парк «Долина Бобра»
  - Ландшафтний парк Сові гори

## Туризм
В Підпровінції Крконоше-Єсеня є велика кількість історичних пам'яток — замків і палаців, які часто відвідують туристи: Прусські фортеці Фрідріха - Срібногірська фортеця, фортеця в Клодзько; пізньосередньовічні замки Князь,  Болкув, Хойник, Больчув, Гродно в Загуже Шльонському, Неситно, а також замок у Болькуві.
Основні регіони туристичні регіони Судет: Крконоше, Столові гори, Бистрицькі гори, Високий Єсенік. Тут зосереджено більша частина туристичної інфраструктури, вони також є основними центрами зимового туризму. На інших хребтах є поодинокі невеликі курортні поселення, гірськолижні підйомники, оглядові вежі. Мережа туристичних маршрутів добре розвинена, розроблено багато туристичних стежок. У 21 столітті було створено багато велосипедних доріжок і кілька трас для бігових лиж.
Однією з найбільш відвідуваних туристичних об'єктів польських Судет є  штольні комплексу Гігант,  Каплиця черепа в Кудова-Здруй, Музей золотодобування та металургії в Злотому Стоку та інші.  Туристів також приваблює парк культури долини Єленя-Гура.

## Судети
- Судети
- karkomega.pl